# Kristers Gudļevskis
Kristers Gudļevskis (né le 31 juillet 1992 à Aizkraukle en Lettonie) est un joueur professionnel letton de hockey sur glace. Il évolue au poste de gardien de but.

## Biographie

### Carrière en club
Il commence sa carrière senior en 2010 avec le HK Ogre dans le championnat letton. Il est choisi au septième tour, en cent-quarante-septième position par le Dinamo Riga lors du Repêchage d'entrée dans la KHL 2010. Il rejoint alors le Dinamo et est assigné au HK Riga, son équipe junior évoluant dans la Molodiojnaïa Hokkeïnaïa Liga. Le 5 octobre 2012, il effectue sa première entrée en jeu lors d'un match du Dinamo Riga dans la Ligue continentale de hockey face au HK Vitiaz lorsqu'il remplace Mikael Tellqvist. Il est sélectionné au cinquième tour, en cent-vingt-quatrième position par le Lightning de Tampa Bay lors du Repêchage d'entrée dans la LNH 2013. Il part alors en Amérique du Nord et est assigné aux Everblades de la Floride dans l'ECHL. Le 24 octobre, il est rappelé par le Crunch de Syracuse de la Ligue américaine de hockey. Deux jours, plus tard, il réalise un blanchissage face aux Sound Tigers de Bridgeport. Le 11 avril 2014, il joue son premier match avec le Lightning dans la Ligue nationale de hockey face aux Blue Jackets de Columbus.

### Carrière internationale
Il représente l'équipe de Lettonie au niveau international .Il prend part aux  sélections jeunes. Il dispute son premier championnat du monde en 2013.

## Trophées et honneurs personnels

### Molodiojnaïa Hokkeïnaïa Liga
- 2011 : participe au match des étoiles avec l'association de l'Ouest.